# Leucania tricorna
Leucania tricorna là một loài bướm đêm trong họ Noctuidae.